# Joseph Prijs
Joseph Akiba Prijs, auch Prys, Pry͏̈s (geboren 30. Mai 1889 in Würzburg; gestorben 9. Oktober 1956 in Basel), war ein deutsch-Schweizer Rabbiner, Judaist und Bibliothekar.

## Leben
Joseph Prijs war ein Sohn des jüdischen Religionslehrers Barend Prijs aus Amsterdam und der Rahel Lehmann. Prijs wuchs in Würzburg auf und machte eine Ausbildung zum Rabbiner an der von Salomon Breuer gegründeten Jeschiwa in Frankfurt am Main sowie in Galanta, wo er die Prüfung ablegte. Er studierte Philologie und wurde 1912 an der Universität Würzburg promoviert. Prijs heiratete 1915 Bella Horowitz (1886–1975); sie hatten vier Kinder, darunter den 1920 geborenen Judaisten Leo Prijs.
Prijs war ab 1918 Rabbiner in der Jüdischen Gemeinde Breslau und richtete dort eine jüdische Schule ein. Ab 1921 war er als Rabbiner und Religionslehrer für die Israelitische Kultusgemeinde München tätig, ab 1927 auch als Dozent für Judaistik an der Universität München. Er engagierte sich in der ultraorthodoxen Organisation Agudath Israel.
Nach der Machtübergabe an die Nationalsozialisten wurde ihm der Lehrauftrag an der Universität München entzogen.  1933 emigrierte die Familie nach Österreich und von dort in die Schweiz. Seine zwei Schwestern Sarah Schreiber und Zerline Prijs sowie ein Schwager wurden Opfer des Holocaust. Ab 1934 lebte er in Basel und erhielt eine Aufenthaltsgenehmigung, die ihm allerdings im Zweiten Weltkrieg entzogen wurde, so dass er unter dem Druck der jederzeit möglichen Abschiebung ins Deutsche Reich leben musste. An der Universitätsbibliothek Basel fand er eine Beschäftigung und katalogisierte alle seinerzeit in Schweizer Universitätsbibliotheken vorhandenen Veröffentlichungen und Manuskripte zu jüdischen Themen. Sein Sohn Bernhard Prijs gab die Arbeit postum heraus (1964). Weitere Söhne waren Leo Prijs und Mosche Prijs (s. Jewiki).
Prijs wurde, wie viele Basler Juden, auf dem Jüdischen Friedhof der Elsässer Gemeinde Hégenheim beerdigt.

## Schriften (Auswahl)
- Der Staatsroman des 16. und 17. Jahrhunderts und sein Erziehungsideal. Würzburg: Standenraus, 1913. Würzburg, Phil. Diss., 1913
- Die Bibliothek des Diplomaten Johann Albrecht Widmannstetter (1506–1575).
- Familie Hirsch auf Gereuth. München: Selbstverlag, 1931
- Stamboom der Familie Goldsmit-Cassel te Amsterdam. Basel: Selbstverlag,1936
- Die Basler hebraeischen Drucke. Im Auftrag der Öffentlichen Bibliothek bearbeitet von Joseph Prijs. Ergänzt und herausgegeben von Bernhard Prijs[2]. Olten : Graf, 1964
- Die hebräischen Handschriften: Katalog auf Grund der Beschreibungen von Joseph Prijs. Redigiert von Bernhard[2] und David Prijs. Mit einem Anhang von Stephen G. Burnett und einem Beitrag von Thomas Willi. Basel: Universitätsbibliothek, 1994